# Katzrin

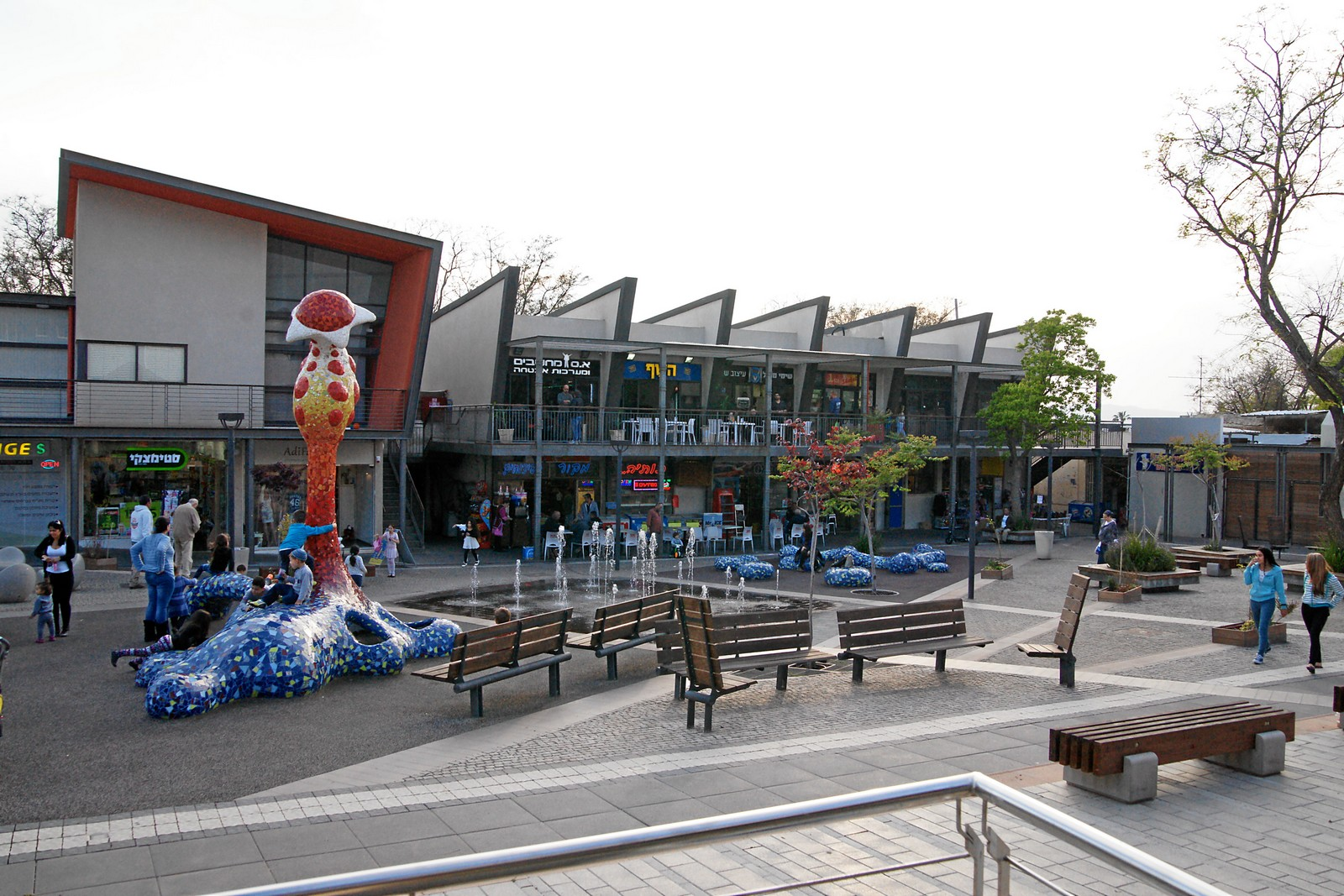
Im Stadtzentrum von Katzrin

Katzrin (arabisch كتسرين, hebräisch קצרין), durch die Umschrift auch in mehreren abweichenden Schreibungen (u. a. auch Qazrin), ist eine israelische Siedlung auf den von Israel besetzten und annektierten Golanhöhen; völkerrechtlich liegt sie auf syrischem Territorium, im Gouvernement al-Quneitra. Aus israelischer Sicht gehört sie zum Nordbezirk Israels.

## Name
Der Name des Ortes geht zurück auf die antike, im Talmud erwähnte Ortslage Katzrin (קיסרין), die auch im Namen des nahegelegenen arabischen Dorfes Kisrin konserviert wurde. Ausgrabungen brachten u. a. eine Synagoge aus byzantinischer Zeit zum Vorschein. Sie steht im Mittelpunkt des Freilichtmuseums Talmudisches Dorf Katzrin. 

## Geschichte
Der moderne Ort wurde 1977 gegründet; zehn Jahre vorher hatte Israel das Gebiet im Sechstagekrieg besetzt und seitdem unter Kontrolle gehalten. Inzwischen hat Katzrin 7.611 Einwohner (Stand: Januar 2022), darunter viele Neueinwanderer, und ist Verwaltungshauptstadt des Golan. 2016 betrug die Einwohnerzahl 6.998.

## Wirtschaft

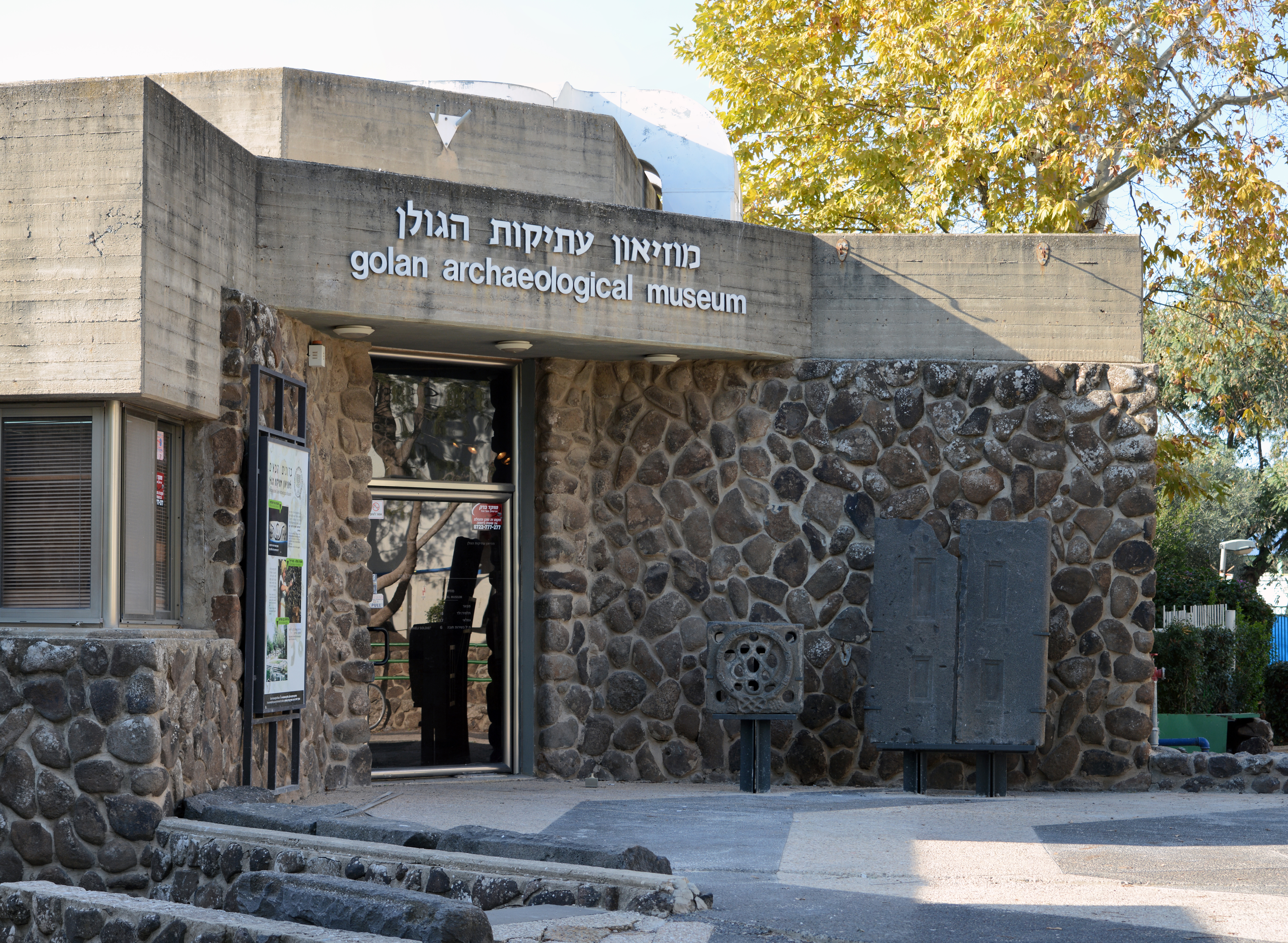
Archäologisches Museum des Golan

Katzrin ist Sitz der 1983 gegründeten Weinkellerei Golan Heights Winery und von deren Tochtergesellschaft The Golan Brewery.
Weit über das Golangebiet hinaus erstreckt sich der Einzugsbereich der in Katzrin beheimateten wissenschaftlichen Hochschule OHALO, einer Hochschule für Elementar-, Primarpädagogik und Sportwissenschaft mit ca. 600 jüdischen, arabisch-muslimischen, arabisch-christlichen und drusischen Studentinnen und Studenten.
In Katzrin befindet sich das Antikenmuseum für den Golan.